# Pan Tadeusz
Pan Tadeusz, czyli Ostatni zajazd na Litwie. Historia szlachecka z roku 1811 i 1812 we dwunastu księgach wierszem (in lingua polacca: Messer Taddeo, ovvero l'ultima incursione armata in Lituania. Storia di nobiltà degli anni 1811 e 1812 in dodici libri di versi) è un poema in 12 volumi del poeta, scrittore e filosofo polacco Adam Mickiewicz, del quale è l'opera più nota; essa è considerata l'epopea nazionale polacca.
L'opera fu dapprima pubblicata nel giugno 1834 a Parigi, ed è considerata uno degli ultimi grandi poemi epici europei. Esso viene studiato nelle scuole polacche come accade in Italia per I promessi sposi come opera del Romanticismo in Polonia.

## Trama e ambientazione
La storia si svolge in cinque giorni del 1811 ed un giorno del 1812, in un momento della storia polacca in cui la Confederazione Polacco-Lituana era già stata divisa tra Russia, Prussia, ed Austria (vedi Spartizioni della Polonia) e quindi sparita dalla mappa politica d'Europa, nonostante Napoleone avesse istituito il Ducato di Varsavia nel 1807.
L'ambientazione è all'interno della zona russa di Soplicowo. Ci sono due famiglie in contesa: quella del conte Horeszko e quella del giudice Soplica, entrambe appartenenti alla nobiltà lituana. L'oggetto del contendere è un vecchio e fatiscente castello appartenuto agli Horeszko e ora passato agli Soplica. Le due famiglie hanno anche un altro motivo di contesa: Jacek Soplica ha ucciso il padre del conte Horeszko perché quest'ultimo ha rifiutato di fargli sposare la figlia Eva. L'uomo è poi scomparso senza più dare notizie di sé.  Per cercare di pacificare le due famiglie viene chiesto l'intervento del presidente del tribunale che viene ospitato a casa del giudice Soplica. Nella casa ci sono anche Taddeo Soplica, figlio di Jacek e un frate. Il giudice Soplica organizza una partita di caccia durante la quale il frate salva il conte Horeszko e Taddeo dall'aggressione di un orso Viene organizzato un grande pranzo che però si trasforma in un ulteriore motivo di violento contrasto. Il conte indirizza una spedizione contro la casa di Soplica, ma è sconfitto da un reparto russo intervenuto. Arrivano i partigiani di Soplica e in presenza del comune nemico i due gruppi nemici uniscono le forze riescono ad avere la meglio sui soldati russi. I vincitori, però, timorosi del fatto che possano arrivare forze nemiche si rifugiano in Polonia ad attendere l'arrivo di Napoleone e del suo esercito. Il frate, rimasto gravemente ferito durante gli scontri, sentendo venire meno le forze  e comprendendo di essere prossimo alla morte, rivela la sua vera identità. Egli è Jacek Soplica che, dopo essersi macchiato dell'omicidio, per purificarsi dalle colpe si era fatto frate e aveva svolto attività di propaganda per la causa nazionale.  Le due parti si uniscono riuscendo a sopraffare i soldati russi. Viene celebrato il fidanzamento tra Taddeo e Zosia, figlia di Eva Horeszko che il vecchio conte non aveva concesso al padre di Taddeo e così le due famiglie si rappacificano. 

## Composizione dell'opera
L'opera è composta dalle seguenti parti:
- Libro I – La fattoria (Gospodarstwo)
- Libro II – Il castello (Zamek)
- Libro III – Il corteggiamento (Umizgi)
- Libro IV – Diplomatica e caccia (Dyplomatyka i łowy)
- Libro V – Il litigio (Kłótnia)
- Libro VI – Le abitazioni dei nobili in rovina (Zaścianek)[1]
- Libro VII – Il consiglio (Rada)
- Libro VIII – L'incursione armata (Zajazd)
- Libro IX – La battaglia (Bitwa)
- Libro X – Emigrazione. Jacek (Emigracja. Jacek)
- Libro XI – Anno 1812 (Rok 1812)
- Libro XII - Amiamoci (Kochajmy się)
- Chiarimento del poeta (Objaśnienia poety)
- Epilogo

## Contenuti
Tra le citazioni del Pan Tadeusz più note, le righe iniziali sembrano quasi un paradosso:
(Incipit del Pan Tadeusz)
Il paradosso sta nel fatto che il poema nazionale polacco inizia con l'invocazione alla Lituania. L'apparente contraddizione è da ricercare nella geopolitica dell'epoca. Infatti, l'invocazione è riferita non al territorio dell'attuale Stato lituano, ma alla Confederazione Polacco-Lituana. Per molto tempo infatti Polonia e Lituania sono state unite, quindi i loro nomi potevano anche essere usati come sinonimi, sebbene confini tra le due nazioni confederate fossero comunque esistenti.
Mickiewicz infatti crebbe nell'ambiente multiculturale della Confederazione Polacco-Lituana, che aveva unito gran parte di quelli che oggi sono i diversi Paesi di Polonia, Lituania, Bielorussia ed Ucraina. Egli è spesso considerato di origini lituane dai lituani, mentre i Bielorussi lo dichiarano essere uno di loro, dal momento che nacque nel territorio dell'attuale Bielorussia.
Oltre che capolavoro della letteratura polacca e mondiale, è meno noto che la traduzione del Pan Tadeusz rappresenta un capisaldo anche per un'altra lingua, l'esperanto, poiché con tale traduzione il poliglotta Antoni Grabowski riuscì a far emergere delle potenzialità della lingua nella poesia che ancora non erano emerse nelle precedenti composizioni in versi, nemmeno da quelle dello stesso autore della lingua Zamenhof (che oltre ad avere in essa composto poesie originali, aveva già tradotto varie opere per poter valutare le capacità espressive della lingua, tra cui la Bibbia ed alcune opere di William Shakespeare).

## Traduzioni
L'opera fu presto tradotta in varie lingue (già prima del 1900 era stata pubblicata in dieci lingue, italiano incluso).
| Lingua di destinazione | Data della prima pubblicazione | Traduzione | Note                                         |
| tedesco                | 1836                           | Richard Otto Spazier, Albert Weiss, Zygfryd Lipiner, Carl August von Pentz (Walter Panitz), Hermann Buddensieg, Engelbert Rehbronn | Adattamento teatrale                         |
| francese               | 1844                           | Krystyn Piotr Ostrowski e E. Haag, Charles de Noir-Isle, Wacław Gasztowt, Paul Cazin                                               |                                              |
| italiano               | 1871                           | Arrigo Boito, Clotilde Garosci |                                              |
| russo                  | 1875                           | N. Berg, W. G. Bieniediktow, S. Mar (Aksenowa), Muza Pawłowa                                                                       |                                              |
| ceco                   | 1882                           | Eliška Krásnohorská |                                              |
| inglese                | 1885                           | Maude Ashurt Biggs, George Rappal Noyes, Watson Kirkconnell, Kenneth Mackenzie                                                     |                                              |
| spagnolo               | 1885                           | Leon Medina |                                              |
| croato                 | 1893                           | Tomislav Maretić |                                              |
| svedese                | 1898                           | Alfred Jensen, Ellen Wester |                                              |
| bulgaro                | 1901                           | Efrem Karanov, Christo Kessiakov, Błaga Dymitrowa                                                                                  |                                              |
| esperanto              | 1918                           | Antoni Grabowski |                                              |
| finlandese             | 1921                           | V. K. Trast |                                              |
| ebraico                | 1921                           | Josef Lichtenbaum |                                              |
| lituano                | 1924                           | Antonas Valaitis, Konst. Šakenis                                                                                                   |                                              |
| ucraino                | 1927                           | Maksym Rylski |                                              |
| bielorusso             | 1929                           | Bronisław Taraszkiewicz |                                              |
| giapponese             | ca. 1930                       | Asadori Kato | Tradotto in prosa da una versione in inglese |
| yiddish                | 1939                           | D. Königsberg |                                              |
| serbo-croato           | 1951                           | Dżordże Saula |                                              |
| georgiano              | 1953 - 1955                    | W. Ugrechelidze Ugorski |                                              |
| cinese                 | 1955                           | Sun Yun | Tradotto da una versione in prosa in inglese |
| rumeno                 | 1956                           | Miron Pradu Paraschivescu |                                              |
| ungherese              | 1957                           | Ewa Sebök |                                              |
| danese                 | 1958                           | Waldemar Roerdam |                                              |
| slovacco               | 1962                           | Rudolf Skukálek |                                              |
| lettone                | 1964                           | Jāzepo Osmanis |                                              |